# 檔案目錄
檔案目錄是根據案件的內容及外觀型式特點，例如檔號、案名、案由、文號等，所作成之目錄，是檢索檔案的重要工具，也是所有檔案管理作業的基礎。
檔案目錄所顯示的訊息，不僅是提供查找檔案的線索，同時也是檔案館與使用者、檔案館與檔案館之間，檔案訊息交流的重要工具，藉由檔案目錄可概要瞭解館藏檔案內容與價值等訊息。

## 外部連結
- 檔案管理局